# Yolanda Pereira
Yolanda Maria Sabage Pereira (Pelotas, 16 de outubro de 1910 — Rio de Janeiro, 4 de setembro de 2001) foi a primeira brasileira a conquistar o título de Miss Universo, em 1930, embora este título não seja reconhecido oficialmente pela Miss Universe Organization nem tenha qualquer ligação com ele.
A história do título vem da década de 1920, quando existia um concurso internacional de beleza nos Estados Unidos chamado International Pageant of Pulchritude (Desfile Internacional de Beleza) e concedia o título de "Miss Universo" à vencedora. Esta edição de 1930 foi realizada paralelamente no Brasil, criada por brasileiros, ao mesmo tempo da edição norte-americana, que era realizada em Galveston, no Texas. Ele foi motivado por uma revolta de brasileiros com a não-classificação de Olga Bergamini, a brasileira participante do concurso de  1929, o que os levou a criar seu próprio evento. Este concurso, assim como o de Galveston, porém, não faz parte das estatísticas, não é oficializado pelo Miss Universe Organization, nem tem qualquer relação com ele. Oficialmente o Brasil possui apenas duas Misses Universo (assim como os EUA só possuem oito), Ieda Maria Vargas em 1963 e Martha Vasconcellos, eleita em 1968.

## Concurso
A primeira etapa das conquistas de Yolanda, o título de Miss Pelotas, foi conquistado através do sufrágio popular, tendo ela sido a candidata mais votada, com 4.202 votos. Em Porto Alegre, concorrendo com as demais candidatas, sagrou-se Miss Rio Grande do Sul, em concurso patrocinado pelo extinto jornal Diário de Notícias.
Na então capital federal, o Rio de Janeiro, embora não alimentasse esperanças de vitória, ela foi escolhida como a Miss Brasil.
O concurso internacional, à parte do de Galveston, foi realizado no Brasil, na cidade do Rio de Janeiro, com o nome de International Beauty Contest. O país tinha seus jurados em desvantagem, e o resultado final estava na dependência dos jurados europeus, sendo que a favorita era a Miss Portugal. Mas a escolhida foi Yolanda. Em agosto de 1930 (algumas fontes indicam o dia 7 de setembro) Yolanda foi proclamada "Miss Universo". O parecer da comissão julgadora levou em conta quesitos como beleza, graça, equilíbrio, proporção, formas e distinção. Os jurados também estiveram atentos ao tipo étnico e à visão do conjunto.
O promotor do concurso era o vespertino carioca A Noite, a quem Yolanda concedeu a primeira entrevista, falando de sua surpresa pelo resultado. Disse que não esperava, que não alimentava tal ambição, e que apenas se preocupava com o desejo de desempenhar da melhor maneira possível o papel de Miss Brasil.
Yolanda morreu com 90 anos, no Rio de Janeiro.